# 사랏 유옌
사랏 유옌(태국어: สารัช อยู่เย็น, 1992년 5월 30일 ~ )는 태국의 축구 선수로 포지션은 딥-라잉 플레이메이커이며 현재 BG 빠툼 유나이티드에서 레노파 야마구치로 임대되어 뛰고있다.